# На все четыре стороны (Ведьмак)
«На все четыре стороны» (англ. Unbound) — вторая серия третьего сезона американского телесериала «Ведьмак». Её режиссёром является Стивен Сурджик, сценарий написала Таня Лотиа. Премьера состоялась 29 июня 2023 года на Netflix.

## Сюжет
Литературной основой сценария серии стали произведения писателя-фантаста Анджея Сапковского. Главные герои — ведьмак Геральт из Ривии, его «дитя неожиданности» Цирилла из Цинтры и его возлюбленная Йеннифэр из Венгерберга. Их судьбы разворачиваются на фоне масштабной политической игры, в ходе которой решается судьба целого континента. Основной источник сюжетного материала для всего третьего сезона — книга Сапковского «Час презрения». В эпизоде большое внимание уделяется взаимоотношениям Йеннифэр и Цири.

## В ролях
- Генри Кавилл — Геральт из Ривии
- Фрейя Аллан — княжна Цирилла
- Аня Чалотра — Йеннифэр из Венгерберга

## Оценки
Первые рецензенты отмечают, что в эпизоде слишком много персонажей, и не все сюжетные линии интересны для зрителя. При этом основное внимание привлекают приключения Геральта и «химия» между Цири и Йеннифэр.